# Egon VIII. z Fürstenbergu-Heiligenbergu
Arnošt Egon VIII. z Fürstenberg-Heiligenbergu (německy Ernst Egon VIII. Graf von Fürstenberg-Heiligenberg, 21. března 1588 Špýr – 24. srpna 1635 Kostnice) byl říšský hrabě z Fürstenberg-Heiligenbergu (1618–1635) a bavorský polní maršál, významný vojevůdce třicetileté války.

## Život
Egon pocházel ze šlechtického rodu Fürstenbergů. Narodil se pravděpodobně jako třetí syn Bedřicha IV. z Fürstenbergu (1563–1617) jeho manežleky Alžběty ze Sulzu (1562/1563–1601).
Arnošt Egon, držel několik církevních úřadů.
Císařským patentem z 9. září 1619 byl v průběhu Třicetileté války jmenován vojenským velitelem katolické ligy (Německo). V roce 1631 prosadil Egon z Fürstenbergu ve Frankách a Würtembersku restituční edikt. Společně s Johannem z Aldringenu po tzv. míru z Cherasca válku s Würtemberskem, která donutila würtemberského vévodu podrobit se císaři a distancovat se od rozhodnutí Lipské konvence. 14. září 1631 velel během obléhání Lipska pravému křídlu císařské armády vedené generálem Tillym.

## Manželství a potomstvo
Egon se oženil s Annou Marií z Hohenzollern-Hechingen (1605–1652), dcerou Johanna Georga z Hohenzollern-Hechingenu a společně měli sedm synů a čtyři dcery.
- 1. Eleonora (1620 – zemřela v dětství)
- 2. Alžběta (1621–1662), provdaná za Ferdinanda, hraběte z Lyndenu a Reckheimu
- 3. Ferdinand Egon Bedřich z Fürstenbergu (1623–1662), císařský sudí a plukovník
- 4. Leopold Ludvík Egon (1624 – 1639), zemřel ještě před svými patnáctinami v Dietenhofenu během císařské služby
- 5. František Egon (1626–1682), štrasburský biskup
- 6. Heřman Egon (1627–1674), od roku 1664 kníže z Fürstenbergu
- 7. Jan Egon (1628–1629)
- 8. Vilém Egon (1629–1704) štrasburský biskup - nástupce svého bratra Františka Egona
- 9. Arnošt Egon, kníže z Fürstenberg-Heiligenbergu (1631–1652 v bitvě u Etampes)
- 10. Marie Františka (1633–1702)
- 11. Anna Marie (1634–1705)